# Ricikî, Bilopillea
Ricikî (în ucraineană Річки) este localitatea de reședință a comunei Ricikî din raionul Bilopillea, regiunea Sumî, Ucraina.

## Demografie
Componența lingvistică a localității Ricikî
     Ucraineană (97,32%)
     Rusă (2,35%)
     Alte limbi (0,28%)
Conform recensământului din 2001, majoritatea populației localității Ricikî era vorbitoare de ucraineană (97,32%), existând în minoritate și vorbitori de rusă (2,35%).